# Leo Kokubo
Léo Brian Kokubo (Chiba, 23 de janeiro de 2001) é futebolista japonês que atualmente atua como goleiro do Sint-Truiden

## Carreira internacional
Kokubo nasceu no Japão, filho de pai nigeriano e mãe japonesa. Ele é um internacional juvenil do Japão, tendo representado os Sub-16 , Sub-18 e Sub-23 do Japão .
Na final da Copa Asiática Sub-23 da AFC de 2024 Kokubo defendeu o pênalti de Umarali Rakhmonaliev durante os acréscimos, ajudando o Japão a garantir o placar de 1–0 contra o Uzbequistão , vencendo a competição pela segunda vez em sua história. Conseqüentemente, ele foi eleito o "Homem em Campo" por seu desempenho heróico na final.

## Medalhas

### Benfica
- Supertaça Cândido de Oliveira : 2023[5]

### Japão Sub-23
- Campeonato Asiático de Futebol Sub-23 : 2024